# Dasycerca apocrypha
Dasycerca apocrypha är en fjärilsart som beskrevs av Turner 1914. Dasycerca apocrypha ingår i släktet Dasycerca och familjen plattmalar. Inga underarter finns listade i Catalogue of Life.